# 宋思玉
宋思玉（1639年—？），字楚鴻，直隸松江府華亭縣人，清朝詞人。

## 生平
宋存標次子。幼聰慧，十五歲能詩文，為吳偉業所賞識，時人譽為神童。清初因“涉身戎馬”而殞命。

## 著作
著有《棣萼倡和詞》。

## 家族
子宋繡巡，為彭孝緒女婿。